# Halfway to Sanity
Halfway to Sanity är ett musikalbum av Ramones, utgivet i september 1987. Det var det sista av gruppens album som trummisen Richie Ramone medverkande på.
Albumet ses generellt som ett av gruppens svagare. Det nådde som bäst en 172:a plats på Billboards albumlista.

## Låtlista
Sida ett
1. "I Wanna Live" (Dee Dee Ramone, Daniel Rey) - 2:36
2. "Bop 'Til You Drop" (Dee Dee Ramone, Johnny Ramone) - 2:09
3. "Garden of Serenity" (Dee Dee Ramone, Daniel Rey) - 2:35
4. "Weasel Face" (Dee Dee Ramone, Johnny Ramone) - 1:49
5. "Go Lil' Camaro Go" (Dee Dee Ramone) - 2:00
6. "I Know Better Now" (Richie Ramone) - 2:37

Sida två
1. "Death of Me" (Joey Ramone) - 2:39
2. "I Lost My Mind" (Dee Dee Ramone, Johnny Ramone) - 1:33
3. "A Real Cool Time" (Joey Ramone) - 2:38
4. "I'm Not Jesus" (Richie Ramone) - 2:52
5. "Bye Bye Baby" (Joey Ramone) - 4:33
6. "Worm Man" (Dee Dee Ramone) - 1:52

## Medverkande
- Dee Dee Ramone - bas, sång
- Joey Ramone - sång
- Johnny Ramone - gitarr
- Richie Ramone - trummor